# 김민성 (2002년)
김민성(2002년 1월 6일 ~ )은 대한민국의 축구 선수이며, 포지션은 공격수이다.